# Arboretum de Tigny-Noyelle
El Arboreto de Tigny-Noyelle (en francés : Arboretum de Tigny-Noyelle también llamado como La Forêt de la Côte d'Opale qui parle), es un arboreto de 2 hectáreas de extensión, que se encuentra en Tigny-Noyelle, Francia. 

## Localización
Se ubica en el valle del río Authie. El origen del nombre «Authie» no se ha establecido con certeza, aunque, de acuerdo con algunas fuentes, puede estar relacionado con el hidrónimo pre-celta Atur que significa río, el cual se encuentra en el nombre de muchos ríos como el Adur; también puede estar vinculado al término celta alt que significa profundo y que hace referencia al lecho del río.
Tigny-Noyelle está localizado a 8 millas (11 km) al sur de Montreuil-sur-Mer en la carretera D143 y muy cerca de la autovía A16 autoroute, en el valle del río Authie.
El humedal y zona pantanosa ocupa un tercio de la superficie de la comuna, 220 hectáreas. De ellas 34 hectáreas están clasificadas paraje natural protegido, que es el hogar de muchas aves que anidan o van de tránsito, así como de una rara y rica flora. La gestión y el desarrollo se han confiado al « Conservatoire des sites naturels du Nord-Pas de Calais » (Conservatorio lugares naturales de Norte-Paso de Calais). Después de un primer rechazo en 2005, el Prefecto ha emitido un dictamen favorable para la instalación de 10 turbinas de viento en la zona, está prevista la construcción de 2013, con beneficios financieros sustanciales.
Arboretum de Tigny-Noyelle, Tigny-Noyelle, Département de Pas de Calais, Nord-Pas de Calais, France-Francia. 
Planos y vistas satelitales, 50°21′13″N 1°42′24″E / 50.35361, 1.70667
Está abierto todos los días a todo el público en general libremente.

## Historia
Etienne Debruyne es el alcalde de la comuna de "Tigny-Noyelle" desde 1981. Esta comuna está compuesta por dos aldeas, "Tigny" y "Noyelle" y en un lugar intermedio se encuentra el ayuntamiento, la antigua escuela, la iglesia, el cementerio, un grupo de casas de campo y el arboreto. 
El arboreto es un lugar de interpretación de la flora de la región abierto a todos en 2001, sobre una idea de Etienne Debruyne con la ayuda de la DDA y en particular el Sr. Masset. 
Todo está perfectamente mantenido por el empleado municipal. 

## Colecciones
Hay 120 especies diferentes, en especial las que se encuentran en diferentes bosques de la región de la « Côte d'Opale » de Dunkerque al Valle de Authie.
En el medio del arboreto se alinean 50 de las especies tanto bajas como altas con flores o con hojas.
El colorido en primavera lo aportan los rhododendron, manzanos, citisos...